# Mikotiol
Mikotiol (MSH ili AcCys-GlcN-Ins) je neobično tiolno jedinjenje nađeno kod aktinobakterija. On se sastoji od ostatka cisteina sa acetilisanom amino grupom vezanom za glukozamin, koji je zatim vezan za inozitol. Oksidovana, disulfidna forma mikotiola (MSSM) se naziva mikotion. On može biti redukovan u mikotiol flavoproteinom mikotion reduktazom. Biosinteza mikotiola i mikotiol-zavisnih enzima kao što su mikotiol-zavisna formaldehid dehidrogenaza i mikotion reduktaza su bile predložene kao potencijalno dobri ciljevi za razvoj tretmana za tuberkulozu.

## Literatura
1. ↑   уреди
2. ↑  Evan E. Bolton; Yanli Wang; Paul A. Thiessen; Stephen H. Bryant (2008). „Chapter 12 PubChem: Integrated Platform of Small Molecules and Biological Activities”. Annual Reports in Computational Chemistry. 4: 217—241. doi:10.1016/S1574-1400(08)00012-1.
3. ↑  Fahey RC (2001). „Novel thiols of prokaryotes”. Annu. Rev. Microbiol. 55: 333—56. PMID 11544359. doi:10.1146/annurev.micro.55.1.333.
4. ↑  Newton GL, Buchmeier N, Fahey RC (2008). „Biosynthesis and functions of mycothiol, the unique protective thiol of Actinobacteria”. Microbiol. Mol. Biol. Rev. 72 (3): 471—94. PMC 2546866 . PMID 18772286. doi:10.1128/MMBR.00008-08.
5. ↑  Patel MP, Blanchard JS (1999). „Expression, purification, and characterization of Mycobacterium tuberculosis mycothione reductase”. Biochemistry. 38 (36): 11827—33. PMID 10512639. doi:10.1021/bi991025h.
6. ↑  Patel MP, Blanchard JS (2001). „Mycobacterium tuberculosis mycothione reductase: pH dependence of the kinetic parameters and kinetic isotope effects”. Biochemistry. 40 (17): 5119—26. PMID 11318633. doi:10.1021/bi0029144.
7. ↑  Rawat M, Av-Gay Y (2007). „Mycothiol-dependent proteins in actinomycetes”. FEMS Microbiol. Rev. 31 (3): 278—92. PMID 17286835. doi:10.1111/j.1574-6976.2006.00062.x.
8. ↑  Newton GL, Fahey RC (2002). „Mycothiol biochemistry”. Arch. Microbiol. 178 (6): 388—94. PMID 12420157. doi:10.1007/s00203-002-0469-4.

## Spoljašnje veze
- Biohemija patogena